# Rousimar Palhares
Rousimar "Toquinho" Palhares (Dores do Indaiá, 26 de fevereiro de 1980) é um lutador brasileiro de artes marciais mistas, atualmente está suspenso no World Series of Fighting, onde é o ex campeão da categoria Peso Meio Médio. Toquinho perdeu o cinturão em 04 de agosto de 2015 após segurar uma finalização depois que o adversário já teria mostrado desistência em sua última luta. Toquinho já lutou também no UFC, porém foi demitido do evento por atitude antidesportiva, já que após derrotar Mike Pierce e a luta ser interrompida pelo juiz, Toquinho continuou aplicando uma chave de calcanhar no adversário, assim colocando em risco a integridade física do oponente.

## Carreira no MMA
Iniciou a carreira com o Mestre em Jiu-Jitsu Iran Brasileiro de Alvarenga, na Pantera Negra Jiu Jitsu, em Divinópolis, Minas Gerais. Era lutador do Ultimate Fighting Championship, tendo estreado no UFC 84. Rousimar ganhou a vaga no UFC por ter vencido o GP de pesos-médios do torneio brasileiro Fury FC. Toquinho é conhecido por ser mestre de chave de calcanhar e de joelho. De origem muito humilde, foi retireiro e chapa de caminhão. Segundo Iran, seu primeiro treinador, Toquinho sofreu bastante pressão de muitas pessoas que queriam fazê-lo desistir, mas sua determinação era tanta que, durante a semana, ele dormia em um tatame, na modesta academia, alimentava-se na residência do treinador e só voltava para casa nos finais de semana.
Após derrotar Mike Pierce no UFC Fight Night: Maia vs. Shields, Toquinho foi demitido do Ultimate por não ter soltado a finalização após o lutador ter batido.

### World Series of Fighting
Pouco mais de um mês após ser demitido do UFC, Toquinho assinou um contrato com o WSOF.
Sua estreia em sua nova casa foi pelo Cinturão Meio Médio do WSOF contra o campeão Steve Carl em 29 de março de 2014 no WSOF 9. Toquinho finalizou a luta com uma chave de calcanhar no primeiro round.
Em 1º de agosto de 2015 teve o Cinturão dos Meio-Médios desafiado por Jake Shields. Apesar da vitória contundente através de uma finalização (kimura), demorou para soltar a posição do braço. Tal fato gerou discussão dentro do octógono, com Jake Shields visivelmente revoltado.
Devido a isso, perdeu o Cinturão dos Meio-Médios e foi suspenso do evento por tempo indeterminado. 
Foi também acusado de enfiar os dedos nos olhos de seu oponente.

## Cartel no MMA
| Cartel no MMA   |             |            |
| 26 lutas        | 18 vitórias | 8 derrotas |
| Por nocaute     | 0           | 5          |
| Por finalização | 15          | 0          |
| Por decisão     | 3           | 3          |

| Res.    | Cartel | Oponente          | Método                                     | Evento                                  | Data       | Round | Tempo | Local                       | Notas |
| ------- | ------ | ----------------- | ------------------------------------------ | --------------------------------------- | ---------- | ----- | ----- | --------------------------- | --- |
| Derrota | 18–8   | Michal Materla    | Nocaute (soco)                             | KSW 36: Materla vs. Palhares            | 01/10/2016 | 2     | 1:27  | Zielona Góra                | |
| Derrota | 18–7   | Emil Weber Meek   | Nocaute (socos e cotoveladas)              | Venator FC III                          | 22/5/2016  | 1     | 0:45  | Milão                       | Pelo torneio dos meio-médios |
| Vitória | 18-6   | Jake Shields      | Finalização (kimura)                       | WSOF 22: Palhares vs. Shields           | 01/08/2015 | 3     | 2:02  | Las Vegas, Nevada           | Perdeu o cinturão da categoria por ter segurado demais a finalização. Suspenso do WSOF por tempo indeterminado Cinturão Meio Médio do WSOF. |
| Vitória | 17-6   | Jon Fitch         | Finalização (chave de perna)               | WSOF 16: Palhares vs Fitch              | 14/12/2014 | 1     | 1:30  | Sacramento, Califórnia      | Defendeu o Cinturão Meio Médio do WSOF. |
| Vitória | 16-6   | Steve Carl        | Finalização (chave de calcanhar invertida) | WSOF 9: Carl vs. Palhares               | 29/03/2014 | 1     | 1:09  | Paradise, Nevada            | Ganhou o Cinturão Meio Médio do WSOF. |
| Vitória | 15-6   | Mike Pierce       | Finalização (chave de calcanhar)           | UFC Fight Night: Maia vs. Shields       | 09/10/2013 | 1     | 0:31  | Barueri                     | Estreia nos Meio Médios. Toquinho foi demitido por não soltar a chave.                                                                      |
| Derrota | 14-6   | Hector Lombard    | Nocaute Técnico (socos)                    | UFC on FX: Sotiropoulos vs. Pearson     | 14/12/2012 | 1     | 3:45  | Gold Coast                  | Suspensão por doping por 9 meses |
| Derrota | 14-5   | Alan Belcher      | Nocaute Técnico (cotovelada e socos)       | UFC on Fox 3: Diaz vs. Miller           | 05/05/2012 | 1     | 4:23  | East Rutherford, New Jersey | |
| Vitória | 14-4   | Mike Massenzio    | Finalização (chave de calcanhar)           | UFC 142: Aldo vs. Mendes                | 14/01/2012 | 1     | 1:03  | Rio de Janeiro              | Finalização da Noite. |
| Vitória | 13-4   | Dan Miller        | Decisão (unânime)                          | UFC 134: Silva vs. Okami                | 27/08/2011 | 3     | 5:00  | Rio de Janeiro              | |
| Vitória | 12-4   | David Branch      | Finalização (chave de joelho)              | UFC Live: Sanchez vs. Kampmann          | 19/03/2011 | 2     | 1:44  | Louisville, Kentucky        | |
| Derrota | 11-4   | Nate Marquardt    | Nocaute Técnico (socos)                    | UFC Fight Night: Marquardt vs. Palhares | 15/09/2010 | 1     | 3:28  | Austin, Texas               | |
| Vitória | 11-3   | Tomasz Drwal      | Finalização (chave de calcanhar)           | UFC 111: St. Pierre vs. Hardy           | 27/03/2010 | 1     | 0:45  | Newark, New Jersey          | Foi suspenso por 90 dias, por não soltar calcanhar do adversário.                                                                           |
| Vitória | 10-3   | Lúcio Linhares    | Finalização (chave de calcanhar)           | UFC 107: Penn vs. Sanchez               | 12/12/2009 | 2     | 3:21  | Memphis, Tennessee          | |
| Vitória | 9-3    | Jeremy Horn       | Decisão (unânime)                          | UFC 93: Franklin vs. Henderson          | 17/01/2009 | 3     | 5:00  | Dublin                      | |
| Derrota | 8-3    | Dan Henderson     | Decisão (unânime)                          | UFC 88: Breakthrough                    | 06/09/2008 | 3     | 5:00  | Atlanta, Georgia            | |
| Vitória | 8-2    | Ivan Salaverry    | Finalização (chave de braço)               | UFC 84: Ill Will                        | 24/05/2008 | 1     | 2:36  | Las Vegas, Nevada           | Estréia no UFC; Finalização da Noite. |
| Vitória | 7-2    | Daniel Acácio     | Finalização (chave de perna)               | Fury FC 5 - Final Conflict              | 06/12/2007 | 1     | 1:22  | São Paulo                   | Venceu o Grand Prix de Médios do Fury FC.                                                                                                   |
| Vitória | 6-2    | Fábio Negão       | Finalização (chave de perna)               | Fury FC 5 - Final Conflict              | 06/12/2007 | 1     | 2:45  | São Paulo                   | |
| Vitória | 5-2    | Flávio Luiz Moura | Finalização (chave de perna)               | Fury FC 4 - High Voltage                | 04/08/2007 | 1     | 1:21  | Teresópolis                 | |
| Vitória | 4-2    | Hélio Dipp        | Finalização (mata leão)                    | FF 4 - Floripa Fight 4                  | 10/03/2007 | 1     | 1:40  | Florianópolis               | |
| Vitória | 3-2    | Claudio Popeye    | Finalização (chave de calcanhar)           | SS 12 - Storm Samurai 12                | 25/11/2006 | 1     | 0:15  | Curitiba                    | |
| Derrota | 2-2    | Arthur César      | Decisão (majoritária)                      | RMC 2 - Rio MMA Challenger 2            | 21/06/2006 | 3     | 5:00  | Rio de Janeiro              | |
| Vitória | 2-1    | Renan Moraes      | Finalização (chave de braço)               | GFC 1 - Gold Fighters Championship      | 20/05/2006 | 1     | N/A   | Rio de Janeiro              | |
| Vitória | 1-1    | Bruno Bastos      | Decisão (dividida)                         | FP 2 - Floripa Fight 2                  | 29/04/2006 | 3     | 5:00  | Florianópolis               | |
| Derrota | 0–1    | Leandro Silva     | Decisão (Unânime)                          | Banni Fight Combat 2                    | 10/05/2004 | 3     | 5:00  | Brasília                    | |